# Englische Eröffnung
Die Englische Eröffnung ist eine Eröffnung im Schachspiel. Englisch ist eine flexible Eröffnung, in der man oft noch in andere Eröffnungssysteme übergehen kann; so ist vom Damengambit über die Indischen Verteidigungen bis hin zu Sizilianisch vieles möglich. Kein anderes Eröffnungssystem bietet solch eine Vielfalt an Möglichkeiten. 
Die Englische Eröffnung zählt zu den Geschlossenen Spielen und ist in den ECO-Codes unter den Schlüsseln A10 bis A39 klassifiziert.

## Abspiele
Jede ihrer Hauptvarianten beginnt mit folgenden Zügen:
1. c2–c4 (Zugumstellungen sind häufig; z. B. 1. Sf3 … 2. c4)
Zu den Hauptvarianten der Englischen Eröffnung zählen:
- Englische Symmetrievariante 1. … c7–c5
- Sizilianisch im Anzuge 1. … e7–e5
- Nach dem neutralen Entwicklungszug 1. … Sg8–f6 ist das Mikenas-System oder Flohr-Mikenas-System genannte 2. Sb1–c3 e7–e6 3. e2–e4 von größerer Bedeutung. Im Falle von 3. … d5 4. e5 d4 5. exf6 dxc3 6. bxc3 Dxf6 7. d4 setzt Weiß auf den Raumvorteil seines robusten Bauernzentrums. Im Falle von 3. … c5 4. e5 Sg8 kann Weiß mittels 5. d4 cxd4 6. Dxd4 Sc6 7. De4 seinen Vorposten e5 verteidigen oder nach 5. Sf3 Sc6 mit 6. d4 cxd4 7. Sxd4 Sxe5 8. Sdb5 Figurendruck ausüben. Oleh Romanyschyn erfand nach 2. Sb1–c3 e7–e6 3. Sg1–f3 b7–b6 4. e2–e4 (4. g2–g3 c7–c5 ergibt die Englische Symmetrievariante.) Lc8–b7 5. Lf1–d3 um Lc2 nebst d4 zu ziehen.

## Namensgebung
Die Eröffnungsbezeichnung taucht in der Schachliteratur erstmals im Jahr 1868 auf. Die Neue Berliner Schachzeitung glossierte die Partie Cecil De Vere – Jules Arnous de Rivière aus dem Pariser Turnier 1867, die der Engländer mit dem Zug 1. c2–c4 begann. Johannes Hermann Zukertort bemerkte zum ersten Zug von Weiß: „Um die Rubrik ‚Unregelmäßige Eröffnung‘ möglichst zu beschränken, geben wir dieser den Namen der englischen, da gerade englische Matadore sie sehr gern spielen.“ In England selbst trug bis dahin die von Howard Staunton analytisch untersuchte Ponziani-Eröffnung den Namen Englische Eröffnung. Da diese Eröffnung nur selten gespielt wurde, wanderte der Name der Eröffnung auf den Zug 1. c2–c4 über und setzte sich auch international durch.
Die von dem Bremer Schachmeister Carl Carls (1880–1958) unternommenen intensiven Versuche, der Eröffnung den Namen Bremer Partie zu geben, hatten keinen Erfolg. Carls, der regelmäßig seine Partien mit dem zweischrittigen c-Bauernzug eröffnete, argumentierte, die Eröffnung sei zwar „von großen Meistern (Anderssen, Neumann, Minckwitz u. a.)“ angewandt worden, „aber nur sehr selten“. Sie sei „weder von einem Engländer, noch überhaupt in England systematisch erforscht worden“ und verdiene „aus Zweckmäßigkeitserwägungen“, nach der deutschen Hansestadt benannt zu werden. Der deutsche Eröffnungsspezialist Rolf Schwarz gab seiner Monographie im Jahr 1963 noch den Titel Englisch-Bremer Partie, doch verschwanden mit der Erinnerung an Carl Carls auch die Versuche, in Deutschland eine neue, mit Carls in Verbindung stehende, Nomenklatur einzuführen.